# Tauchausbildung
Eine Tauchausbildung für Sporttauchen dient dem Erlernen und dem Training von Tauchfertigkeiten. Zudem lernt ein Tauchschüler die Benutzung und den Umgang mit der notwendigen Ausrüstung.

Taucher-Ausbildungslevel

Beim Tauchen gibt es wie bei vielen Sportarten spezielle Risiken und Gefahren. Die Ausbildung soll ein Einschätzen und den sicheren Umgang mit diesen Risiken ermöglichen. In der Ausbildung werden die Tauchschüler schrittweise an die Tauchpraxis herangeführt und in der Bewältigung unerwartet auftretender Probleme wie z. B. einem abblasenden Atemreglern geschult. Mit einer erfolgreich abgeschlossenen Tauchausbildung bekommt ein Schüler ein Brevet. Oft überprüfen Tauchbasen und -vereine den Grad der Ausbildung und der erworbenen Praxis anhand dieser Tauchscheine und dem Logbuch, bevor eine Person zu Tauchausflügen und an Tauchplätze mitgenommen wird.

## Die Ausbildung

Übersicht über das CMAS-Ausbildungssystem

Die Inhalte und der Ablauf einer Ausbildung wird durch die Vorgaben einer Tauchorganisationen grundsätzlich festgelegt. Der Tauchlehrer kann einen Tauchkurs in gewissen Grenzen an z. B. örtliche Gegebenheiten anpassen. Ziel ist die Vermittlung der theoretischen und praktischen Kenntnisse, die ein Taucher braucht, um sicher tauchen zu können. Die Ausbildungen der meisten Tauchorganisationen entsprechen heute der Norm ISO 24801-1 bis 24801-3 und sind somit untereinander mit kleineren Einschränkungen kompatibel.

Übersicht über das PADI-Ausbildungssystem

Übersicht der SSI-Brevets

Ein Tauchkurs kann als Gruppen- oder Einzelkurs über mehrere Tage, Wochen, als Wochenend- oder Kompaktkurs, z. B. im Urlaub absolviert werden. Oft sind Kombinationen möglich.

### Tauchschüler

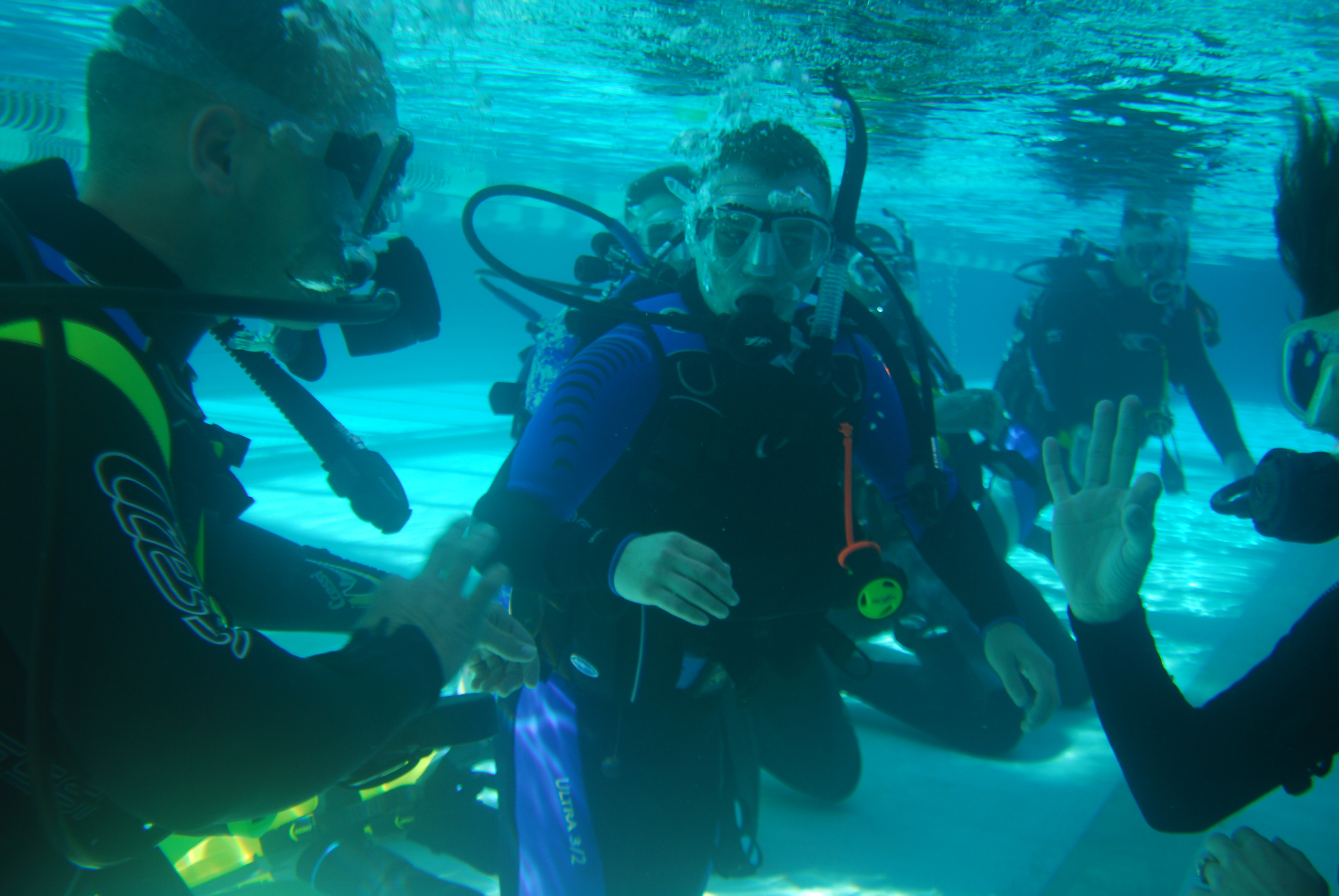
Tauchlehrer mit Tauchschülern im Schwimmbecken übend

Oftmals steht vor der eigentlichen Tauchausbildung ein Schnuppertauchen, das einem interessieren Nichttaucher die Möglichkeit bietet, den Tauchsport praktisch zu testen ohne gleich einen ganzen Tauchkurs absolvieren zu müssen.
Mit einem Mindestmaß an körperlicher Leistungsfähigkeit und Schwimmkenntnissen kann grundsätzlich jede Person an einem Tauchkurs teilnehmen, bei der eine tauchärztliche Untersuchung die gesundheitlichen Voraussetzungen für das Tauchen bestätigte. Viele Tauchorganisationen verlangen ein Mindestalter für die Teilnahme an Kursen und bieten spezielle Kinder- und Junior-Programme mit entsprechenden Zertifizierungen an. Auch körperlich behinderte Menschen haben die Möglichkeit, das Sporttauchen im speziellen Angeboten für das Behindertentauchen zu erlernen. Zudem wurden Angebote für geistig behinderte Menschen und pädagogische Ansätze für verhaltensauffällige Kinder und Jugendliche entwickelt.

### Theorie und Praxis
Eine Tauchausbildung vermittelt die notwendigen theoretische Kenntnisse und praktische Fertigkeiten. Bei allen Tauchorganisationen sind die Kurse modular aufgebaut. Zum Beispiel fokussiert der PADI Open Water Diver (OWD) auf den Taucher selbst und den Umgang mit seiner eigenen Ausrüstung. Der Advanced Open Water Diver (AOWD) fokussiert auf die Tauchumgebung und der Rescue Diver (RD) auf Sicherheitsaspekte und das Notfallmanagement sowie Herz-Lungen-Wiederbelebung. Der Divemaster (DM) wiederum fokussiert auf die Gruppenführung und das Assistieren bei der Tauchausbildung. Spezialkurse konzentrieren sich auf nur ein spezielles Thema.
Eine Grundtauchausbildung (z. B. OWD oder Ein-Stern) ist üblicherweise in drei Teile gegliedert.
- Vermittlung und Prüfung der theoretischen Kenntnisse im Selbststudium, Frontalunterricht oder E-Learning.
- Demonstration und Übung der taucherischen Fertigkeiten in einem Schwimmbecken oder im begrenzten Freiwasser, d. h. in einer überschaubaren und sicheren Umgebung.
- Übung und praktische Prüfung im Freiwasser.

Bei Ausbildungen für fortgeschrittene Taucher (z. B. AOWD, Zwei-Stern oder Spezialkurse) entfallen meist die Schwimmbecken-Lektionen.
Theoretische AusbildungDie tauchtheoretische Ausbildung umfasst üblicherweise die Themenkreise Physik, Medizin, Dekompressionstheorie, Tauchgangsplanung, Tauchzeichen, Navigation, Pneumatik, Meeresbiologie, Erste Hilfe, Notfallmanagement, Denkmal- und Umweltschutz.
Praktische AusbildungIn der Tauchpraxis werden Wasser- und Tauchfertigkeiten vermittelt: Zusammenbau der Ausrüstung, Einstieg ins Wasser, Auf- und Ab-Tauchen, Flossenschwimmen, Schnorcheln, atmen aus einem Atemreglern, Tauchzeichen anwenden, Buddy-System, Tarieren mittels der Tarierweste und der Lunge, Luftmanagement, Wechselatmung, praktisches Notfallmanagement, Unterwassernavigation, Ausrüstungspflege, Erste Hilfe, Unterwasser-Rettung, richtiger Einsatz von Signalbojen und Taucherflaggen.
In Spezialkursen werden weitere Tauchfertigkeiten behandelt wie z. B. Einsatz eines Hebesacks, Suchen unter dem Wasser, Nachttauchen, Trockentauchen, Apnoetauchen, Höhlentauchen, Wracktauchen, Bergseetauchen, Eistauchen, Kindertauchen, Gruppenführung, Solotauchen, Nitrox, Sauerstoff-Nothilfe, Unterwasserfotografie, Unterwasserarchäologie oder Meeresbiologie.
Für Technische Taucher gibt es Ausbildungsmöglichkeiten im Bereich von Rebreathern, speziellen Atemgasgemischen wie Trimix oder Heliox, tiefes Eindringen in Höhlen (full cave diving), der Umgang mit zusätzlichen Flaschen (Stages), Vollgesichtsmasken oder Helmtauchgeräte.

### Tauchführer
Nach dem Erlernen und Vertiefen der Grundkenntnisse, kann ein Taucher die Ausbildung zum Gruppenführer absolvieren. Damit ist er berechtigt, als Tauchführer oder Tauchguide (oder Dive Leader; deutsch: Tauchführer resp. Tauchleiter; der englische Begriff Guide hat sich auch im deutschen Sprachraum durchgesetzt.) mehrere ausgebildete Taucher für einen Tauchgang zu briefen und sie unter Wasser zu führen.
Die Norm ISO 24801-3 normiert die sogenannte Dive Leader-Ausbildung. Die meisten Tauchorganisationen bieten dazu kompatible Tauchführer-Ausbildungen an. Meist vergeben sie aber auch organisationsspezifische und darüber hinausgehende Guide-Zertifizierungen. Der PADI Divemaster, CMAS ***, IDEA Divemaster oder SSI Dive Guide entsprechen der nach ISO genormten Dive Leader-Ausbildung. Die Ausbildung umfasst neben der Gruppenführung die komplette tauchspezifische Theorie wie z. B. Physik, Medizin, Ausrüstung, Tauchverfahren, Tauchgangplanung, Umwelt, konditionelle Fähigkeiten, die Tauchfertigkeiten, Risikomanagement, die Sicherheit von Tauchern sowie Marketing. Mit angebotenen Crossover-Verfahren können zertifizierte Guides auch Tauchführer anderer Organisationen werden.
Während Tauchschulen und Tauchbasen teilweise vollberufliche Guides beschäftigen, arbeiten die Tauchführer in Vereinen mehrheitlich ehrenamtlich und nebenberuflich. Wegen des großen Konkurrenzkampfs in der Tourismus-Branche und den Tauchorganisationen, die zu viele Tauch-Guides ausbilden, sind die Verdienstmöglichkeiten für Tauchführer weltweit eher gering. Zudem sehen sie sich bei der Stellenbewerbung vielfach in direkter Konkurrenz zu besser ausgebildeten Tauchlehrern. Vielerorts werden deswegen auch für die Aufgabe des Tauch-Guides ausschließlich Tauchlehrer angestellt.

### Tauchlehrer
Der Tauchlehrer (englisch: Instructor) bildet die Tauchschüler in Theorie und Praxis aus und prüft, ob sie sicher genug tauchen können, um brevetiert zu werden. Oft leitet er daneben auch, als Tauchführer, Tauchgänge mit ausgebildeten Tauchern oder übernimmt die Verantwortung für Tauchausflüge.
Viele Tauchorganisationen bieten Ausbildungen zum Tauchlehrer in verschiedenen Stufen an. Die Norm ISO 24802-1 und 24802-2 normiert zwei sogenannte Scuba Instructor Level. Die meisten Tauchorganisationen bieten dazu kompatible Tauchlehrer-Ausbildungen an. Meist vergeben sie aber auch organisationsspezifische und weit darüber hinausgehende Tauchlehrer-Zertifizierungen. Die Ausbildung umfasst die Ausbildungsstandards und Zielsetzung der Organisation, die komplette tauchspezifische Theorie wie z. B. Physik, Medizin, Ausrüstung, Tauchverfahren, Umwelt, konditionelle Fähigkeiten, die Tauchfertigkeiten auf Demonstrationsniveau, der Lehrbetrieb, das Vermitteln von Inhalten in den Kursen, logistische Fähigkeiten, Risikomanagement, die Sicherheit von Tauchschülern sowie Marketing. Eine Ausbildung schließt mit z. T. mehrtägigen schriftlichen und praktischen Prüfungen ab.
Mit angebotenen Crossover-Verfahren können zertifizierte Instruktoren auch Tauchlehrer einer anderen Organisationen werden. Tauchlehrer müssen meist eine verkürzte Ausbildung absolvieren, um von einer anderen Tauchorganisationen im Crossover-Verfahren als Tauchlehrer anerkannt zu werden. Während eines solchen Crossover-Kurses werden sie mit den Eigenheiten und der Philosophie der jeweiligen Tauchorganisationen vertraut gemacht.
Während Tauchschulen und Tauchbasen meist vollberufliche Tauchlehrer beschäftigen, arbeiten die Tauchlehrer in Vereinen mehrheitlich ehrenamtlich und nebenberuflich. Wegen des großen Konkurrenzkampfs in der Tourismus-Branche und den Tauchorganisationen, die zu viele Tauchlehrer ausbilden und brevetieren, sind die Verdienstmöglichkeiten für Tauchlehrer weltweit eher gering. Nur als Besitzer einer Basis oder Schule kann ein Tauchlehrer besser verdienen.

## Tauchorganisationen

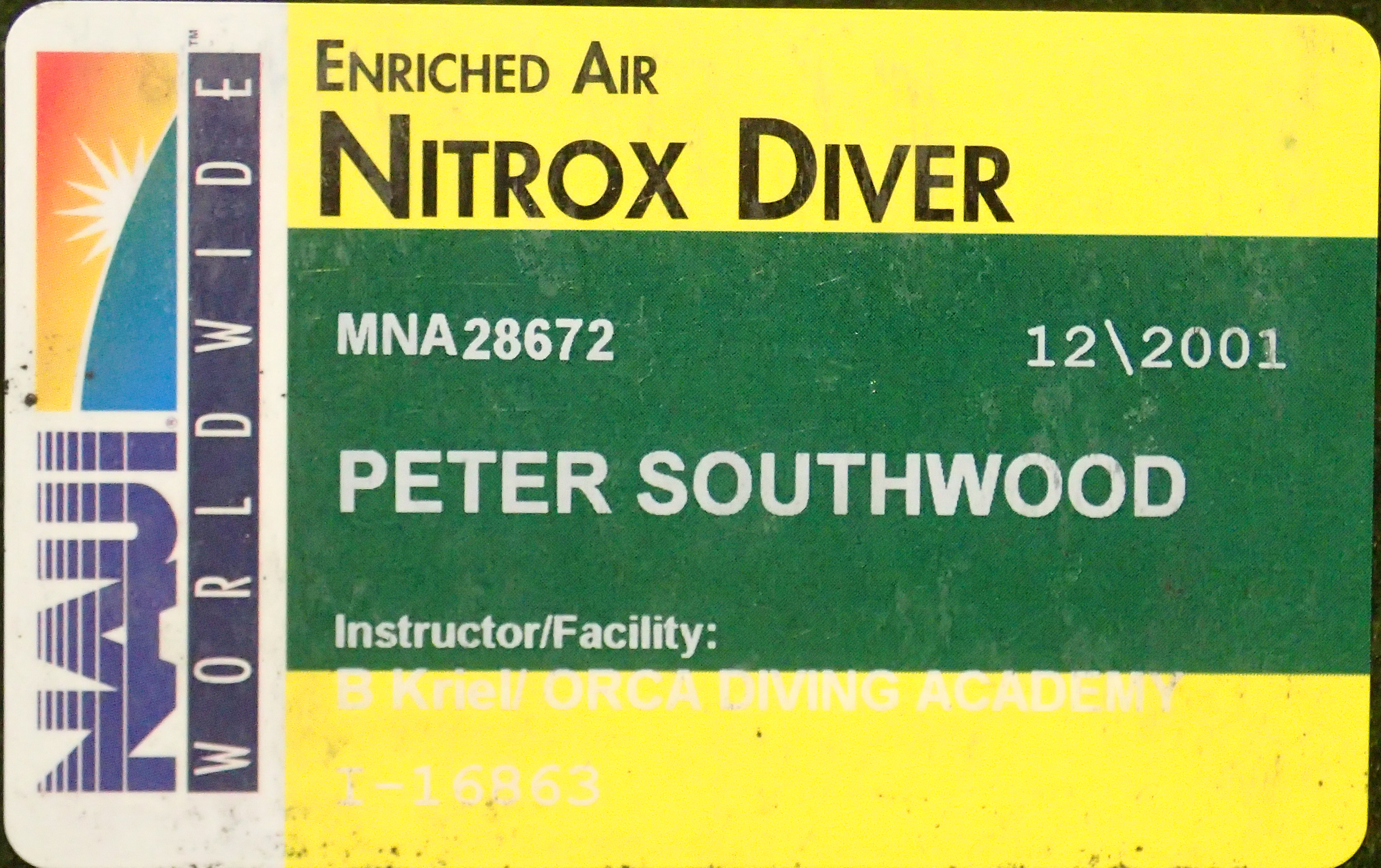
Nitrox-Brevet von NAUI

Tauchorganisationen, die Regularien für Tauchkurse vorgeben und Taucher brevetieren, sind die kommerziellen Verbände des World Recreational Scuba Training Council (RSTC) oder die nicht kommerziellen Organisationen der Confédération Mondiale des Activités Subaquatiques (CMAS).
Der Verband Deutscher Sporttaucher (VDST) ist in Deutschland die Organisation der CMAS.
Organisationen sind zum Beispiel:
- Professional Association of Diving Instructors (PADI)
- Scuba Schools International (SSI)
- International Aquanautic Club (IAC)
- Diving Instructor World Association (DIWA)
- National Association of Underwater Instructors (NAUI)
- Global Underwater Explorers (GUE)
- Technical Diving International (TDI)
- American Nitrox Divers International (ANDI)

International werden die meisten Taucher nach PADI und SSI ausgebildet. In Deutschland bildet die Mehrzahl der nicht-kommerziellen Tauchvereine nach den CMAS-Richtlinien aus. Die beiden größten nicht-kommerziellen Ausbildungsorganisationen in Deutschland sind der VDST und die Deutsche Lebens-Rettungs-Gesellschaft (DLRG), die Mitglied von CMAS Germany sind.
Die Lehrbetriebe für das Berufstauchen und das Militär bilden nach eigenen Vorgaben und entsprechend ihrem spezifischen Bedarf Berufstaucher bzw. Waffentaucher aus.

## Rechtliches
Tauchkurse für Sporttaucher werden von unterschiedlichen Tauchorganisationen angeboten. Heute sind die meisten dieser Tauchorganisationen nach den internationalen Normen ISO 24801, ISO 24802 und ISO 11107 zertifiziert. Viele Tauchorganisationen erkennen deshalb ihre Ausbildungsstufen gegenseitig an und gestatten einem Taucher die Fortsetzung der Ausbildung nach ihren Regularien auf der Grundlage eines fremden Brevets. Bei einem solchen Crossover wird manchmal ein zusätzlicher Leistungsnachweis verlangt. Bei den durch Tauchorganisationen ausgestellten Tauchscheinen handelt es sich allerdings um keine amtlichen Dokumente, daher haben sie lediglich Empfehlungscharakter.
Die Ausbildung für Berufstaucher ist in Deutschland hingegen gesetzlich geregelt und für spezielle Einsatzbereiche gibt es eigene Vorschriften.
Auch wird eine Tauchtauglichkeitsuntersuchung verlangt, mit der die gesundheitlichen Voraussetzungen für das Tauchen nachgewiesen werden.